# Панаре
Пана́ре (від «панарі» — друг; самоназва еньяпа) — індіанський народ групи карибів, що проживають у важкодоступних місцевостях Венесуели, в її центральній частині (штат Болівар) на правобережжі річки Оріноко (річки Кучіверо і Суапуре). Діляться на північну і південну групи, які майже не контактують між собою і говорять на різних діалектах; в минулому ворожі одна одній. Чисельність за різними оцінками від 1 до 3 тисячі чоловік. Розмовляють на мові еньяпа, що відносться до карибських мов. Зберігають традиційні вірування.
Основні традиційні заняття — підсічно-вогневе ручне землеробство (солодкий і гіркий маніок, кукурудза, банани, а також фрукти, тютюн, бавовник), рибальство (в основному у північних панаре), збиральництво; тримають курей, собак і ослів (для перевезення вантажів). Полювання, особливо поширене у південних панаре, втрачає значення. У креолів вимінюють плетені речі на залізні знаряддя, алюмінієвий посуд, рушниці та інше.
Громадські будинки овальні в плані, з дахом до землі. Поруч з житлом — навіс для повсякденних робіт; під ним ночують гості.
Одяг — бавовняна пов'язка на стегнах.
Основна соціально-економічна одиниця — локальна група (35—90 чоловік) з великих сімей, що живуть в дощовий сезон в одному—двох общинних будинках. У суху пору року окремі сім'ї ведуть бродячий спосіб життя. Полігінія відносно рідкісна (в основному сороральна). Рахунок спорідненості білінійний. Шлюб матрилокальний, рідко патрилокальний.
Зберігаються міфологія, шаманізм.
Внаслідок переселення в 1970-х роках з гірських районів на рівнину посилилися контакти з креолами і акультурація панаре.